# Atmosféra Země

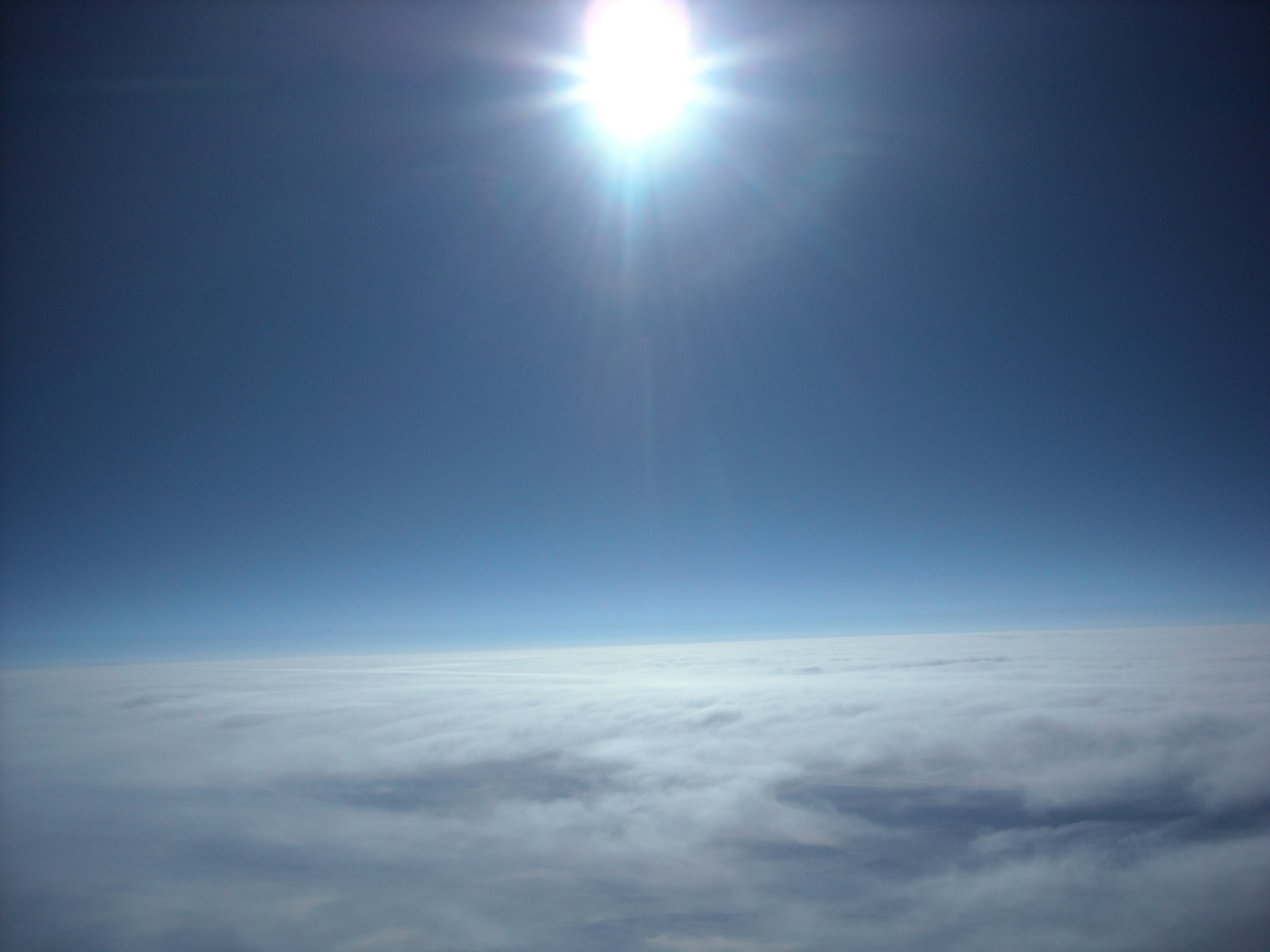
Troposféra – spodní část zemské atmosféry

Zemská atmosféra je vrstva plynů obklopující planetu Zemi, udržovaná na místě zemskou gravitací. Obsahuje přibližně 78 % dusíku, 21 % kyslíku a 1 % ostatních plynů (především argon, dále oxid uhličitý, metan, vodík, helium, neon, ozon a stopové příměsi dalších plynů). Voda v atmosféře se vyskytuje hojně, a sice ve všech třech skupenstvích (vodní pára, vodní kapky i ledové krystaly). Atmosféra chrání pozemský život před nebezpečnou sluneční a kosmickou radiací a svou tepelnou setrvačností snižuje teplotní rozdíly mezi dnem a nocí.
Atmosféra nemá jednoznačnou vrchní hranici – místo toho plynule řídne a přechází do vesmíru. Tři čtvrtiny atmosférické hmoty leží v prvních 11 km nad povrchem země. Všeobecně uznávanou vnější hranicí atmosféry je Kármanova hranice, která se nachází ve výšce 100 km nad hladinou světového oceánu. Od této hranice se místo termínu nadmořská výška již používá termín vzdálenost od Země. Biosféra je vrstva, do které spadají dna nejhlubších oceánů a zasahuje až několik kilometrů do atmosféry.

## Vznik

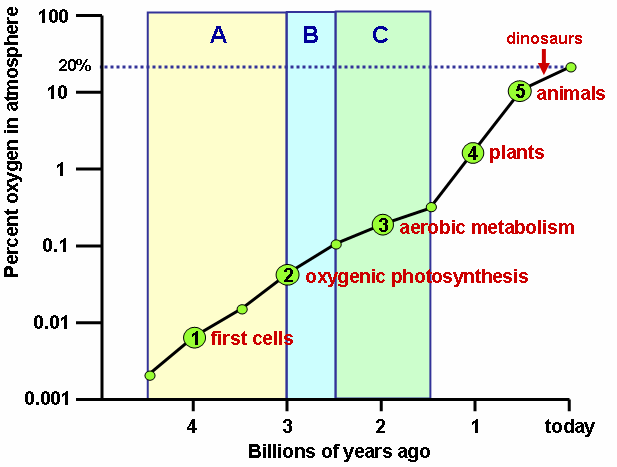
Procentní obsah kyslíku v atmosféře před miliony let. Podle některých výzkumů byl podíl kyslíku před 800 miliony lety menší než 0,1 %. Podle jiných byl více než 1 %.

Atmosféra s dnešním složením vznikla jako výsledek dlouhého procesu, kdy byla soustavně přetvářena i živými organismy. Původní složení atmosféry vzniklé po zformování planety bylo chemicky zcela rozdílné. Obsahovalo směs sopečných plynů, které se uvolnily z odplynění magmatu, které se rozprostíralo v ohromném magmatickém oceánu po většině povrchu planety. Společně s částicemi, které do atmosféry zanesly kolize s jinými tělesy bombardujícími povrch, byla tato atmosféra pro život v dnešní podobě toxická.
Teplota povrchu Země v době před 3 miliardami let, a tak i atmosféry, je odhadována na přibližně 80 °C. Tou dobou byla tloušťka atmosféra zhruba poloviční. Během fanerozoika se průměrná globální teplota měnila v rozsahu velkém 25 °C.
S rozvojem života, rozšíření zelených řas v oceánech nastal proces změny složení atmosféry. Příčinnou nárůstu kyslíku ale mohla dominantně být vulkanická činnost a až důsledkem rozšíření organismů. I postupný pokles míry bombardování Země asteroidy umožnil okysličení atmosféry. Datování zirkonů ze 40 světových řek odpovídá změnám ve formování superkontinentů a kyslíku v atmosféře. Během fotosyntézy se také začal jako odpadní plyn dostávat toxický a pro většinu tehdejších životních forem jedovatý kyslík. Ovšem vyšší vrstvy atmosféry již obsahovaly značné množství kyslíku. Ke zvýšení úrovně kyslíku pravděpodobně došlo již několikrát před velkou oxidační událostí. Ovšem k nárůstu kyslíku došlo spíše postupně. Za uvolňováním mohla stát i změna rychlosti rotace Země. Uvolňování kyslíku organismy mohlo být brzděno jinými organismy s anoxygenní fotosyntézou. Začala také růst koncentrace ozonu a tím došlo k snižování dopadajícího UV záření. Po zoxidování hornin jeho procentuální zastoupení postupně narůstalo (vedlo ke kambrické explozi života) a nyní dosahuje hodnoty okolo 21 %. Vliv mohlo mít i slabé magnetické pole Země. Ovšem koncentrace kyslíku je patrně pozitivně korelovaná s velikostí magnetického pole Země.

## Vrstvy atmosféry

Vrstvy zemské atmosféry

Teplota a složení zemské atmosféry se liší podle nadmořské výšky; konkrétní úměra mezi výškou a teplotou se však rovněž mění s výškou. Podle tohoto vztahu tedy dělíme zemskou atmosféru na tyto vrstvy (uváděné výšky jsou přibližné – závisí na dalších fyzikálních parametrech):
Troposféra
Název pochází z řeckého slova „tropos“ – mísit. Troposféra sahá od povrchu země až do 7 km v polárních oblastech a 18 km okolo rovníku a je tedy nejnižší vrstvou atmosféry vůbec. Teplota troposféry klesá s rostoucí nadmořskou výškou.
Stratosféra
Sahá od konce troposféry do výšky 60 km. Teplota zde vzrůstá s nadmořskou výškou.
Mezosféra
Sahá od konce stratosféry do 80 až 85 km; teplota s nadmořskou výškou klesá.
Termosféra
Sahá od konce mezosféry do vzdálenosti cca 640 km od povrchu. Teplota v ní stoupá s nadmořskou výškou.
Exosféra
Sahá od konce termosféry (v závislosti na sluneční aktivitě od 500 do 1000 km) do takové vzdálenosti, kde ještě převažuje gravitační působení Země. Teplota je téměř konstantní. Horní hranice může být definována jako vzdálenost, ve které vliv slunečního záření na atomární vodík převáží nad gravitačním působením Země, což je v polovině vzdálenosti k Měsíci (190 000 km). Exosféra pozorovaná z kosmu jako geokoróna je viditelná do vzdálenosti minimálně 10 000 km.
Hranice mezi těmito vrstvami jsou nazývány tropopauza, stratopauza, mezopauza a termopauza.
Průměrná teplota atmosféry u povrchu země je 14 °C a v troposféře klesá průměrně o 0,65 °C na každých 100 m výšky.

## Jiné možnosti členění atmosféry
Atmosféru lze rozdělit na vrstvy i podle jiných kritérií, některé vrstvy se potom mohou překrývat:
Podle koncentrace iontů a volných elektronů se atmosféra Země dělí na tyto vrstvy:
Neutrosféra
Sahá od zemského povrchu po spodní vrstvu ionosféry, tj. asi do výšky 60 km. Svůj název získala od toho, že obsahuje převážně neutrální částice (atomy a molekuly).
Ionosféra
Obsahuje elektricky nabité částice (ionty). Tato vrstva leží výše než 60 km nad zemí. Obsahuje mimo jiné vrstvy F2 (350 km), F1 (180 km), E (120 km) a D (90 km). Umožňuje odraz rádiových vln.
Podle složení:
Homosféra
Vrstva atmosféry ve výšce 0 až 90–100 km nad povrchem země. Má s výškou převážně stabilní složení: 99 % dusíku a kyslíku dohromady; kolísá jen obsah O3, CO2 a vodních par.
HeterosféraVrstva atmosféry ve výšce 90 až 500–750 km nad povrchem Země. Roste zde podíl vodíku, helia a lehkých plynů vůči homosféře; nad 200 km je dusíku méně než kyslíku. Kyslík se zde vyskytuje pouze v atomární formě – tedy O a ne jako molekula O2.
Samostatné:
Magnetosféra
Část atmosféry, ve které zemské magnetické pole reaguje se slunečním větrem. V této oblasti se tvoří polární záře. Může dosahovat až několik tisíc kilometrů nad zemský povrch. Je silně asymetrická, na straně odvrácené od Slunce dosahuje do mnohonásobně větší vzdálenosti, než na straně ke Slunci přivrácené.
Ozonová vrstva (též ozonosféra)
Nachází se ve výšce od 25 do 30 km, koncentrace ozónu vůči běžnému dvouatomárnímu kyslíku O2 je zde výrazně vyšší než v ostatních částech atmosféry.

## Tlak
Atmosférický tlak přímo vyplývá z tíže vzduchu. Protože se množství (hmotnost a hustota) vzduchu a tíhové zrychlení nad povrchem země mění podle zeměpisné pozice, není ani atmosférický tlak v různých místech stejný. Obecně platí, že tlak klesne přibližně o 50 % při výstupu do výšky 5 km. Průměrný atmosférický tlak na úrovni mořské hladiny je přibližně 101,3 kPa = 1013 hPa.

## Složení při povrchu Země
Složení suchého vzduchu je:
| plyn    | objemový podíl |
| ------- | -------------- |
| dusík   | 78,084 %       |
| kyslík  | 20,946 %       |
| argon   | 0,934 %        |
| CO2     | 0,04 %         |
| neon    | 0,00182 %      |
| helium  | 0,000524 %     |
| metan   | 0,00017 %      |
| krypton | 0,00014 %      |
| vodík   | 0,000055 %     |

Mimo jiné atmosféra obsahuje i množství vodních par, a to zejména v troposféře. Vodní pára dosahuje koncentrace až 3 %, přičemž průměrně tvoří 0,25 % z celkové hmoty atmosféry.
Atmosféra obsahuje také 17 milionů tun prachu. Tedy přibližně 3,3 miliardtiny hmotnosti atmosféry.

## Vliv člověka na atmosféru Země
Člověk svou činností významně ovlivňuje zemskou atmosféru. Lze uvést několik příkladů:
- globální oteplování[21] – dochází k němu kvůli zvýšenému počtu oxidu uhličitého v atmosféře, což zapříčiňuje např. tání ledovců, proto se zvedají hladiny oceánů.
- pokles množství ozonu ve stratosféře – je to způsobeno hlavně používáním freonů, které jsou např. v deodorantech. Jedna molekula freonu zkatalyzuje rozpad řádově 100 000 molekul ozónu. Ozónová vrstva nás chrání před UV zářením. Kvůli rozkladu ozónu vznikají takzvané ozónové díry. Jde o oslabené části ozonové vrstvy, které blokují méně UV záření.
- znečištění ovzduší – kvůli určitým faktorům na znečištění se zhoršuje kvalita ovzduší, což zapříčiňuje horší dýchání a možná onemocnění způsobené tímto jevem. Zdroje je možno typizovat na:
  - Zdroje primární: spočívají v prostém uvolňování polutantů přímo z určitého zdroje (např. oxid uhelnatý, oxid siřičitý, vedlejší produkty spalování).
  - Zdroje sekundární: tvoří polutanty vzniklé reakcemi primárních polutantů mezi sebou nebo s jinými látkami, ovlivněnými jinými ději v atmosféře. Příkladem sekundárního zdroje znečištění může být troposférický ozon, vzniklý v důsledku fotochemické reakce, ke které dochází za působení oxidů dusíku, UV záření a těkavých organických látek.